# 皇家之路 (华沙)

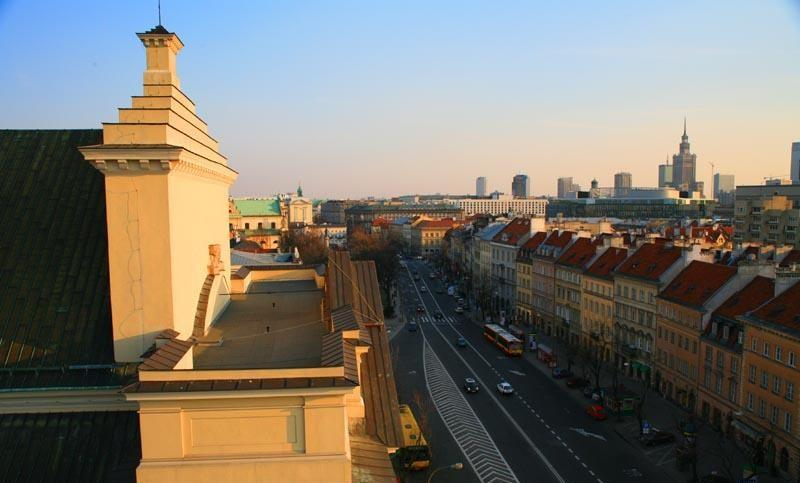
皇家之路

皇家之路 (波蘭語：Trakt Królewski）位于波兰首都华沙，是昔日皇家典礼路线，从华沙老城 向南到达王宫。现在包括一系列连贯的街道，拥有许多历史 地标。
皇家之路开始于华沙的城堡广场，向南经过克拉科夫郊区街、新世界街、乌亚兹多夫大道（Aleje Ujazdowskie）、 贝尔韦街（ulica Belwederska）、梭毕也斯基街，最后到达維拉諾宮。

## 著名地点
| - 克拉科夫郊区街 - 圣亚纳教堂（Kościół św. Anny） - 蒂什凯维奇宫 - 加尔默罗会教堂（Kościół Karmelitów） - 总统府 - 波托茨基宫（Pałac Potockich） - 圣十字教堂 - 卡齐米日宫 - 新世界街 - 圣若瑟照顾者教堂（Visitationist Church） | - Staszic宫（Pałac Staszica） - 三十字广场 - 圣亚历山大教堂（St. Alexander's Church） - 乌亚兹多夫大道（Aleje Ujazdowskie） - 乌亚兹多夫公园 - 乌亚兹多夫城堡（Ujazdów Castle） - 瓦金基公园 - 瓦金基宫（Pałac Łazienki） - 美景宫 - Szucha街（Ulica Szucha） - 天佑国家圣殿 |